# Сосинский заказник
Сосинский заказник — гидрологический заказник общегосударственного значения, расположенный в Черниговском районе (Черниговская область, Украина). Заказник создан 11 августа 1980 года. Площадь — 406 га. Государственный кадастровый номер — 5А00000Ж0003. Находится под контролем Олишевской поселковой общины и Коптевской сельской общины.

## История
Был создан Постановлением Совета Министров УССР от 11.09.1980 года № 524.

## Описание
Создан для охраны в природном состоянии болотного массива в междуречье Десны и Остра с богатыми растительным и животным миром.
Ближайший населённый пункт — село Крещатое Черниговского района Черниговской области Украины, города — Чернигов и Носовка.

## Природа
Бо́льшую часть заказника занимает болотная растительность, по краям — луговая. Почвы болотистые, местами с небольшими засолениями. По материалам 1997 года учёными-ботаниками были обнаружены 61 вид зигнемовых водорослей (Zygnematophyceae) (класс зелёных водорослей, состоящий из двух порядков водорослей десмидеевых и зегнематальных). Среди них впервые для Черниговского Полесья были обнаружены 10 таксонов, из них две разновидности и одна форма являются новыми для флоры Украины: Pleurotaenium minutum, Cosmarium wittrockii, Spirogira maxima и т. д. Среди редких видов следует отметить Спирогиру Рейнгарда (Spirogira reinhardii), которая была описана В. Ф. Хмелевским в 1890 году из болота в окраинах Харькова. Это обнаружение ботаников стало вторым на Украине.
Растительность представлена засоленными лугами с доминированием Овсяницы Восточной (Festuca orientalis).